# Víctor Saa
Víctor Julian Saa Saa (ur. 12 sierpnia 1987) – kolumbijski zapaśnik walczący w stylu wolnym. Piąty na mistrzostwach panamerykańskich w 2017. Brązowy medalista igrzysk Ameryki Południowej w 2018. Wicemistrz Ameryki Południowej w 2016 roku.